# Kanton Einbeck (Land)
Der Kanton Einbeck (Land) bestand von 1807 bis 1813 im Distrikt Einbeck (Departements der Leine, Königreich Westphalen) und wurde durch das Königliche Decret vom 24. Dezember 1807 gebildet. Der Hauptort des Kantons war die Munizipalität Salherdern. Einbeck Land war von Umstruktierungen zur endgültigen Festsetzung des Zustands Gemeinden im Departement der Leine vom 16. Juni 1809 betroffen. Nach diesem Dekret wurden die Gemeinden Opperhausen, Odagsen und Hollenstedt vom Kanton abgespalten. Die Dörfer Olxheim und Rittierode kamen hinzu.

## Gemeinden
- Salzderhelden, der vor Einrichtung des Kantons Kurhannover zugeordnet war,
- Drüber, Sülbeck und Immensen
- Negenborn und Volksen mit einer Kapelle
- Ahlshausen und Sievershausen
- Haieshausen ab 1809 mit Olxheim und Rittierode

bis 1809
- Odagsen
- Opperhausen mit Weiler Osterbruch
- Hollenstedt